# Coproporfiria hereditária
Coproporfiria hereditária (HCP) é uma porfiria aguda hepática causada pela diminuição da actividade da enzima coproporfirinogênio III oxidase (CPO), a sexta enzima da via da síntese do hemo. É uma doença genética, autosomática dominante rara que afecta uma média de duas pessoas por cada milhão.

## Descrição
A coproporfirinogênio III oxidase (CPO) activa situa-se nos mitocôndrios das células hepáticas. Na síntese do hemo a CPO conduz a formação de protoporfirinogénio IX a partir do coproporforinogénio III.
Nos portadores de um gene defeituoso da CPO, esta enzima apresenta geralmente uma actividade de 50%. Este facto leva à acumulação de coproporfirinogénio III no fígado, urina e fezes. Com algumas excepções, a doença coproporfiria hereditária manifesta-se sob a forma de crises agudas esporádicas e apenas após a puberdade. Afecta mais mulheres que homens.

## Biologia molecular
A coproporfirinogênio III oxidase é a sexta enzima da via de síntese do hemo. No ser humano esta enzima é codificada por um gene situado no braço longo, posição 12, do cromossoma 3.
Actualmente são conhecidas mais de vinte mutações do gene da CPO que conduzem à doença de CPH. Em geral estas mutações provocam alterações na estabilidade e/ou alterações no centro activo da enzima. Em ambos os casos as mutações provocam a diminuição da actividade enzimatica da CPO.

## Sintomas
Em geral os indivíduos afectados com coproporfiria hereditária (HCP) são assintomáticos, podendo nunca saber que sofrem da doença. A HCP manifesta-se sob a forma de crises agudas, que podem ser desencadeadas por diferentes agentes.
As crises agudas são provocadas pela acção neuritóxica do coproporfirinogénio III em excesso. A acumulação deste metabolito gera dores abdominais. Em casos mais graves pode provocar  alterações neurológicas e de comportamento e/ou sintomas vasculares.
As crises agudas de coproporfiria hereditária apresentam um quadro clínico muito semelhante ao de dois outros tipos de porfirias hepáticas, porfiria aguda intermitente e porfiria variegata, mas com sintomas mais moderados.
Por vezes as pessoas com CPH apresentam fotossensibilidade, podendo desenvolver lesões cutâneas nas zonas da pele mais expostas à luz solar (mãos e rosto).

## Diagnóstico
O diagnóstico da coproporfiria hereditária pode ser feito via análise do nível de porfirinas em geral e do coproporforinogénio III em particular (porque os doentes com CPH acumulam este metabolito em excesso), tanto nas fezes como na urina. O diagnóstico de CPH pode ser confirmado pela análise da actividade enzimática da coproporfirinogênio III oxidase.
O diagnóstico da CPH é mais fácil quando os doentes estão com uma crise aguda, porque os níveis de precursores da via de síntese do hemo aumentam drasticamente, tanto nas fezes como na urina. O diagnóstico para doentes assintomáticos (que se suspeite terem CPH) deve ser feito por análise da actividade enzimática.
Outro diagnóstico, proposto em alguns artigos científicos, é a medição da razão entre isómeros de coproporfirina III e I nas fezes e na urina. Doentes com CPH podem ter uma razão de isómeros III:I acima dos valores considerados normais.

## Agentes desencadeadores da CPH
Muitas vezes as crises agudas de coproporfiria hereditária são desencadeados por agentes tais como o álcool e outras drogas, medicamentos, acumulação de metais pesados, períodos prologados de jejum, variações a nível hormonal, infecções e stress.
A ingestão de bebidas alcoólicas pode desencadear uma crise aguda CPH, porque o álcool diminui a actividade da enzima coproporfirinogênio III oxidase. Para além disso o álcool potencia a acção de alguns medicamentos, quer porque aumenta a capacidade do organismo absorver o medicamento  (como é o caso do  fenorbital), quer porque diminui a capacidade do organismo metabolizar o medicamento(como é o caso do  tolbutamida).
Algumas substâncias presentes em bebidas alcoólicas, como por exemplo o whisky e o vinho tinto, podem potenciar crises agudas de CPH.
Alguns medicamentos que podem desencadear uma crise aguda de CPH são os barbitúricos, as sulfonamidas, os estrogénios sintéticos e a tolbutamida. Outros medicamentos parecem ser seguros, como por exemplo a aspirina, a atropina, os glucocorticóides, a insulina, os analgésicos, a estreptomicina, a penicilina e derivados deste último medicamento.
Tal como acontece com o álcool, metais pesados como o chumbo e o mercúrio actuam sobre a enzima coproporfirinogênio III oxidase, diminuindo a sua actividade enzimática.
Doentes do sexo feminino podem apresentar crises em alturas específicas do ciclo menstrual, em geral durante a menstruação. Alguns artigos científicos indicam que o tratamento  de doentes do sexo feminino com testosterona diminui os sintomas em crises agudas. Em conjunto estes dois factos parecem indicar que a variação do nível de hormonas sexuais pode estar relacionada com o desencadear de crises agudas de CPH.

## Tratamento
O tratamento indicado por diversos artigos científicos para a coproporfiria hereditária só pode ser feito após se determinar se a pessoa sofre ou não desta doença.
É indicado, no site da Canadian Porphyria Foudation dedicado à CPH, que uma vez diagnosticada uma crise aguda os doentes devem iniciar o mais rápido possível o seu tratamento, para evitar a ocorrência dos sintomas mais graves. Este site refere ainda que os doentes assintomáticos devem tomar precauções de forma a diminuir a probabilidade de uma crise aguda.

### Crise aguda
É referido, em diversos artigos científicos, que o tratamento nas crises agudas pode ser feito pela tomada intravenosa de aginato de heme, de forma a diminuir os níveis de porfirinas percursoras (na via de síntese) do heme e a sua acção tóxica no organismo. Estes artigos também recomendam uma dieta rica em hidratos de carbono. Outros artigos indicam que a ingestão de testosterona parece ajudar doentes do sexo feminino a recuperar.

### Evitar crise aguda
Vários artigos científicos indicam que para evitar a ocorrência de crises agudas, os doentes com CPH devem evitar os agentes desencadeadores de crise referidos anteriormente e seguir uma dieta mais rica em hidratos de carbono, sem tempos muito prolongados de jejum. Os doentes devem ainda evitar tomar esteróides e estrogénios (como é o caso dos contraceptivos hormonais).

## Casos especiais

### Doentes homozigóticos
Os doentes homozigóticos receberam um gene mutado de coproporfirinogênio III oxidase de ambos os progenitores. Nestes doentes  a CPO pode apresentar uma redução da actividade enzimatica até 10%. Estes doentes apresentam sintomas de CPH ainda muito jovens, por vezes quando ainda são bebés.

### Hardenoporfiria
A hardenoporfiria é um caso especial de coproporfiria hereditária. É uma doença autossómica recessiva, em que os doentes apresentam sintomas consideravelmente mais cedo.
A análise das fezes dos doentes com hardenoporfiria revela níveis elevados de hardenoporfirina, um composto intermediário na síntese de protoporfirinogénio IX, que é mediada pela coproporfirinogênio III oxidase.
Os doentes com hardenoporfiria apresentam uma mutação específica no gene que codifica a CPO, que provoca a substituição do aminoácido glutamato pelo aminoácido lisina na posição 404 (K404E).